# 航空情報 (雑誌)
航空情報（こうくうじょうほう）は、せきれい社が発行していた月刊の総合航空専門雑誌である。1951年10月に創刊、2014年に発行発売元がせきれい社へ移り、2023年10月21日発行の12月号を以って休刊。72年間発行された。

## 歴史
1946年（昭和21年）3月設立の出版社・株式会社酣燈社（）により、サンフランシスコ平和条約の発効にともなう1952年（昭和27年）の日本の民間航空の再開に先立つ1951年（昭和26年）10月に創刊。第二次世界大戦敗戦後の日本で最初に創刊された航空専門誌である。2014年（平成26年）、発行・発売を株式会社せきれい社に移管。2023年（令和5年）10月発売の2023年12月号を最後に休刊。
休刊の翌年2024年（令和6年）には航空科学博物館で企画展示「月刊『航空情報』 〜72 年のあゆみ〜」が開催された。
関連する定期刊行物として『世界航空機年鑑』がある。また、関連する各種ムック、関連書籍も発行されていた。
著名な航空評論家で2005年（平成17年）10月18日に逝去した関川栄一郎は『航空情報』誌の元編集長である。

## 内容
軍用機・民間機・航空産業と航空にかかわる分野の情報を幅広く扱い、総合航空雑誌の基本フォーマットを作ったとされる。国内だけではなく世界の航空機および航空情勢の報道、解説、論評を掲載している。